# Próchnica nadkładowa
Próchnica nadkładowa, ektopróchnica, podściółka, butwina, surowina – poziom organiczny pokrywający w lasach powierzchnię gleby mineralnej. 
Próchnica nadkładowa zbudowana jest z resztek roślinnych w różnych stadiach mineralizacji i humifikacji. Grubość tej warstwy jest odwrotnie proporcjonalna do intensywności biologicznych procesów rozkładu (butwienia z udziałem tlenu i beztlenowego gnicia). 